# Innis P. Swift

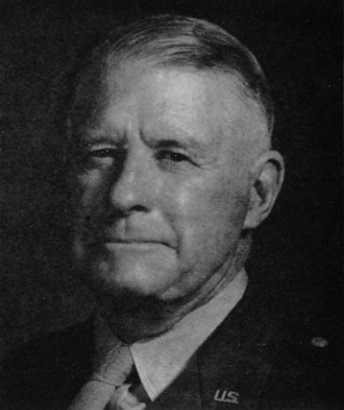
Innis P. Swift

Innis Palmer Swift (* 7. Februar 1882 in Fort Laramie im späteren Bundesstaat Wyoming; † 3. November 1953 in San Antonio, Bexar County, Texas) war ein Generalmajor der United States Army. Er kommandierte unter anderem das I. Korps.
Innis Swift war der Sohn von Generalmajor Eben Swift (1854–1938) und dessen Frau Susanne Bonaparte Palmer (1857–1930). Zum Zeitpunkt seiner Geburt war der Vater gerade in Fort Laramie stationiert. In den Jahren 1900 bis 1904 durchlief er die United States Military Academy in West Point. Nach seiner Graduation wurde er als Leutnant der Kavallerie zugeteilt. In der Armee durchlief er anschließend alle Offiziersränge vom Leutnant bis zum Zwei-Sterne-General.
Im Lauf seiner militärischen Karriere absolvierte Innis Swift verschiedene Kurse und Schulungen. Dazu gehörten unter anderem die Mounted Service School, das Command and General Staff College, das United States Army War College und das Army Industrial College.
In seinen jüngeren Jahren absolvierte er den für Offiziere in den niederen Rangstufen üblichen Dienst in verschiedenen Einheiten und Standorten. Im weiteren Verlauf seiner Karriere kommandierte er Einheiten auf fast allen militärischen Ebenen. Zwischenzeitlich wurde er auch als Stabsoffizier eingesetzt. Noch vor dem Ersten Weltkrieg diente er auf den Philippinen als Stabsoffizier von John J. Pershing. Danach nahm er mit dem 13. Kavallerieregiment an der Mexikanischen Expedition teil. Während des Ersten Weltkriegs war Swift Stabsoffizier bei der 86. Infanteriedivision, die zwar im August 1918 nach Europa verlegt wurde, aber an keinem Kampfeinsatz teilnahm.
Im Jahr 1923 absolvierte er das Command and General Staff College an dem er anschließend als Dozent bis 1929 verblieb. Am 17. Oktober 1928 wurde er zum Oberstleutnant befördert. Anfang der 1930er Jahre absolvierte Innis Swift das Army Industrial College. Von 1931 bis 1936 war er als Senior Instructor Ausbildungsoffizier bei der Texas National Guard. In diese Zeit fiel am 1. August 1935 seine Beförderung zum Oberst. Dann war er für zwei Monate Stabsoffizier beim 8. Kavallerieregiment. Zwischen dem 1. Januar 1937 und dem 12. Oktober 1939 war er Kommandeur dieses Regiments. Von Oktober 1939 bis April 1941 kommandierte Swift die zweite Kavalleriebrigade. Ab dem 1. Oktober 1940 bekleidete er den Rang eines Brigadegenerals. Von 1941 bis 1944 hatte Innis Swift, inzwischen im Rang eines Generalmajors, den Oberbefehl über die 1. Kavalleriedivision. In diese Zeit fiel der amerikanische Eintritt in den Zweiten Weltkrieg. Die Division war ursprünglich in Fort Bliss in Texas stationiert und nahm dann an Manövern in Louisiana teil. Damals wurde seine Division von einer klassischen Kavallerieeinheit mit Pferden auf eine Panzerdivision umgestellt. Im Juli 1942 wurde Swift mit seiner Division nach Australien verlegt, wo er bis August 1944 verblieb. Dabei nahm er auch an der Schlacht um die Admiralitätsinseln teil. Zwischen dem 20. August 1944 und dem 14. November 1945 kommandierte Swift das I. Korps. In diese Zeit fiel das Ende des Zweiten Weltkrieges. Mit seinem Korps war Swift an der Rückeroberung der Philippinen beteiligt. Darüber hinaus nahm er auch an anderen Gefechten teil. Ab September 1945 gehörte das I. Korps den amerikanischen Besatzungstruppen in Japan an. Wenige Monate nach dem Ende seines Kommandos über das I. Korps ging Innis Swift am 28. Februar 1946 in den Ruhestand.
Innis Swift war ein persönlicher Freund von Douglas MacArthur. Er war mit Lucille G. Paddock (1883–1961) verheiratet, mit der er vier Töchter hatte. Das Paar verbrachte den Lebensabend in San Antonio in Texas. Innis Swift starb am 3. November 1953 im dortigen Brooke Army Medical Center in Folge eines Herzinfarkts. Er wurde auf dem Fort Sam Houston National Cemetery beigesetzt.

## Orden und Auszeichnungen
Innis Swift erhielt im Lauf seiner militärischen Laufbahn unter anderem folgende Auszeichnungen:
- Army Distinguished Service Medal
- Silver Star
- Legion of Merit
- Orden vom Aztekischen Adler (Mexiko)